# Farndish
Farndish – wieś w Anglii, w hrabstwie ceremonialnym Bedfordshire, w dystrykcie (unitary authority) Bedford. Leży 20 km na północny zachód od centrum miasta Bedford i 91 km na północny zachód od centrum Londynu. W 2001 miejscowość liczyła 40 mieszkańców.